# Farrukh Amonatov
Farrukh Amonatov (tadjik: Фаррух Амонатов; Duixanbe, 13 d'abril de 1978) és un jugador d'escacs tadjik, i l'únic Gran Mestre del seu país, títol que té des del 2002. Tot i que viu i entrena a Moscou, Amonatov representa el Tadjikistan en competició internacional. És l'entrenador oficial del l'equip rus d'escacs juvenil, i dirigeix campus d'escacs per a joves arreu del món.
A la llista d'Elo de la FIDE del maig de 2020, hi tenia un Elo de 2622 punts, cosa que en feia el jugador número 1 del Tadjikistan, i el número 161 del rànquing mundial. El seu màxim Elo va ser de 2650 punts, a la llista del juliol de 2008.

## Resultats destacats en competició
Amonatov va guanyar el campionat de l'Àsia sub-16 el 1992. Va guanyar la primera edició de l'Obert d'escacs de Moscou, el 2005.
Posteriorment a finals d'aquell any va competir a la Copa del món, on va eliminar Michał Krasenkow a la primera ronda, i fou eliminat a la segona per Magnus Carlsen.
El 2007 es va classificar per la Superfinal del campionat d'escacs de Rússia i hi acabà 10è. El 2008 Amonatov va empatar al primer lloc amb Anton Filippov i Vitali Tseixkovski al segon Memorial Georgy Agzamov a Taixkent, i va guanyar el torneig al desempat.
Va participar en la Copa del món de 2009, i hi va arribar a la segona ronda, en la qual va perdre contra l'eventual guanyador Borís Guélfand. El 2015 Amonatov va empatar als llocs 1r–3r amb Rinat Jumabayev i Petr Kostenko a la 4a Copa de l'Àsia Central a Almaty, i fou segona al desempat. L'any següent, Amonatov va guanyar per segon cop el memorial Agzamov (al desempat, amb Rauf Məmmədov), i va guanyar la Copa del President del Kazakhstan, de semiràpides, celebrada a Almaty, superant al desempat (per nombre de victòries) el rus Ian Nepómniasxi.